# Einstufige Juristenausbildung (Deutschland)
Die einstufige Juristenausbildung wurde in den 1970er bis 1990er Jahren in der Reformdiskussion der Juristenausbildung als Alternative zur herkömmlichen zweistufigen Juristenausbildung mit dem rechtswissenschaftlichen Vollstudium und dem juristischen Rechtsreferendariat in der Bundesrepublik Deutschland erprobt.

## Rechtliche Grundlagen
1971 wurde als Experimentierklausel § 5b des Deutschen Richtergesetzes (DRiG) in der Fassung vom 10. September 1971 temporär eingeführt, zu der eine Tagung in der Evangelischen Akademie Loccum im Jahr 1968 den Anstoß gegeben und der Deutsche Juristentag 1970 in Mainz Empfehlungen abgegeben hatte. Diese Experimentierklausel sollte ursprünglich am 15. September 1981 wieder außer Kraft treten, wobei aber eine zuvor begonnene einstufige Ausbildung noch nach den bis dahin geltenden Vorschriften beendet werden konnte. Inhaltlich ermächtigte § 5b DRiG die Bundesländer, in ihren (Landes-)Juristenausbildungsgesetzen Studium und praktische Vorbereitung in einer praktischen Ausbildung von mindestens fünfeinhalb Jahren zusammenfassen. § 5b DRiG gab vor, dass ein Teil der Ausbildung bei Gerichten, Verwaltungsbehörden und Rechtsanwälten abzuleisten war. Die erste Prüfung konnte durch eine Zwischenprüfung oder durch ausbildungsbegleitende Leistungskontrollen ersetzt werden. Die Abschlussprüfung sollte wie das Zweite juristische Staatsexamen zur Befähigung zum Richteramt führen.
Mit dem Zweiten Gesetz zur Änderung des DRiG vom 16. August 1980 wurde die Gültigkeit der Experimentierklausel um 5 Jahre verlängert. § 5b DRiG in der Fassung vom 16. August 1980 war auch ein entsprechender Vorbehalt für landesgesetzliche Regelungen vorgesehen, die vor dem 16. September 1981 in Kraft getreten sein mussten.
Art. 3 des Dritten Gesetzes zur Änderung des Deutschen Richtergesetzes vom 25. Juli 1984 sah vor, dass bis zum Ablauf des 15. September 1985 Studenten in die einstufige Ausbildung aufgenommen werden konnten und diese Ausbildung noch beendet werden konnte. Mit dem 15. September 1985 wurde § 5b als Experimentierklausel gleichzeitig aufgehoben. Mit der Aufhebung von § 5b DRiG sollte die Juristenausbildung wieder vereinheitlicht werden („Einheitsjurist“). In der Gesetzesbegründung heißt es dazu: „Nach ganz überwiegender Auffassung sprechen aber gewichtige Gründe dafür, am Einheitsjuristen festzuhalten: a) Wegen des Zusammenhangs eines jeden Rechtsgebiets mit der gesamten Rechtsordnung erfordert die Rechtsanwendung nicht nur Kenntnisse in einzelnen Rechtsgebieten; sie setzt vielmehr einen fundierten Überblick über das Gesamtsystem voraus. Da sich nicht nur die rechtsprechende und rechtsberatende, sondern auch die planende und gestaltende Tätigkeit des Juristen im Rahmen des Rechts zu vollziehen hat, soll jeder Jurist die juristischen Kernbereiche — Rechtsprechung, Verwaltung und Rechtsberatung — aus eigener Anschauung und Tätigkeit kennen. b) Als Organ der Rechtspflege muß der Rechtsanwalt die gleiche Ausbildung wie der Richter und der Staatsanwalt haben. c) Der Wechsel zwischen den juristischen Berufen muß möglich sein, insbesondere der Wechsel zwischen Anwaltschaft, Verwaltung und Justiz sowie innerhalb der Justiz zwischen den verschiedenen Gerichtsbarkeiten. Die Breite der Leistungsfähigkeit und die damit verbundene berufliche Mobilität gewinnen am Arbeitsmarkt zunehmend an Bedeutung. d) Fest umrissene Berufsbilder für Spezialjuristen gibt es nicht. Eine Ausbildung zum Spezialjuristen wäre angesichts des Zusammenhangs eines jeden Rechtsgebiets mit der gesamten Rechtsordnung mit erheblichen Nachteilen verbunden. Mit speziellen Ausbildungsgängen hat man in der Vergangenheit keine positiven Erfahrungen gemacht. Das preußische System des ‚Regierungsreferendars‘ wurde zu Recht aufgegeben.“

## Einstufige Juristenausbildung in den Bundesländern
Dieses Reformprojekt wurde seinerzeit in 7 Bundesländer: Baden-Württemberg (Universität Konstanz ab 1974), Bayern (Universität Augsburg – schon ab Herbstsemester 1971 – und Universität Bayreuth ab 1977), Bremen ab 1971, Hamburg (Universität Hamburg ab 1974), Niedersachsen (Universität Hannover ab 1974), Nordrhein-Westfalen (Universität Bielefeld ab 1973) und Rheinland-Pfalz (Universität Trier ab 1975) als Versuch in den 1970er bis teilweise in die 1990er Jahre unternommen. Studenten absolvierten keine Staatsexamina mehr, sondern nach dem theoretischen Grundstudium eine Zwischenprüfung (in Bayern und Baden-Württemberg) oder ausbildungsbegleitende Leistungskontrollen. Die Ausbildung führte den universitären Teil und den praktischen Teil zusammen (Konzept einer engen inhaltlichen und zeitlichen Theorie-Praxis-Integration). Die einstufigen Juristenausbildungen der Länder wichen teilweise erheblich voneinander ab. Bei der einstufigen Juristenausbildung in Hamburg (sog. Hamburger Modell) zum Beispiel waren verstärkt die Sozialwissenschaften in die Ausbildung mit einbezogen worden. Mit einer Änderung von § 5d DRiG wurde 1984 die zweistufige Juristenausbildung wieder verbindlich vorgeschrieben, und die einstufigen Reformausbildungen mussten bundesweit auslaufen.
In Hamburg existierte der Reform-Fachbereich Rechtswissenschaft II an der Universität Hamburg bis zum 31. März 1998. Studierenden, die vor dem Sommersemester 1998 ihr Studium am Fachbereich Rechtswissenschaft II aufgenommen haben, konnten ihr Studium noch beenden.

## Absolventen der einstufigen Ausbildung
Unter den Absolventen, die die einstufige Juristenausbildung von 1972 bis in die 1990er Jahre absolvierten, sind folgende Persönlichkeiten:
- Martin Henssler, Köln
- Edith Kindermann, Bielefeld
- Johann Kindl, Augsburg
- Sabine Knickrehm, Hamburg
- Elisabeth Kreth, Hamburg
- Stefan Leible, Bayreuth
- Burkhardt Müller-Sönksen, Hamburg
- Barbara Remmert, Tübingen
- Georg Schmid, Augsburg
- Olaf Scholz, Hamburg
- Raju Sharma, Hamburg
- Susanne Sieker, Bielefeld
- Astrid Stadler, Konstanz
- Joachim Zekoll, Frankfurt am Main
- Uwe-Dietmar Berlit, Hannover
- Peter Wetzels, Hamburg
- Horst Dreier, Hannover
- Martin Burgi, Konstanz
- Kirsten Graalmann-Scheerer, Bremen
- Angela Uhlig-van Buren, Hamburg
- Michael Heghmanns, Münster